# Craig Forsyth
Craig Forsyth, född 24 februari 1989, är en skotsk fotbollsspelare som spelar för Derby County. Han har tidigare spelat för Dundee och Watford. Han har även varit utlånad till Montrose, Arbroath, Bradford City och Derby County.